# 진공 (전한)
진공(秦恭, ? ~ ?)은 전한 후기의 유학자로, 자는 연군(延君)이며 신도군 사람이다.

## 행적
장산부의 밑에서 소하후의 학문을 수학하였다. 본래 소하후의 학설은 분량이 많지 않았는데, 진공은 이를 증보하여 백만여 언(言)으로 늘렸다. 벼슬이 성양내사에 이르렀다.
제자로 풍빈을 두었다.

## 출전
- 반고, 《한서》 권88 유림전